# Tjeckiens damlandslag i ishockey
Tjeckiens damlandslag i ishockey (tjeckiska: Česká ženská hokejová reprezentace) representerar Tjeckien i ishockey på damsidan och kontrolleras av det tjeckiska ishockeyförbundet. År 2021 fanns 4 142 registrerade kvinnliga ishockeyspelare i Tjeckien.

## Historik
Laget spelade sin första match den 27 februari 1993, då man besegrade  Italien med 6-0 i Sofia under en vänskapsmatch i Belluno.
Vid världsmästerskapet 2022 i Danmark, lyckades Tjeckien erövra sin första medalj vid en större tävling, då man besegrade Schweiz med 4–2 i matchen om tredje pris. Vid 2023 års turnering i Brampton i Ontario i Kanada vann Tjeckien på nytt brons, efter att återigen ha besegrat Schweiz i matchen om tredje pris, denna gång med 3–2.

### Fotnoter
1. ↑  ”Czechia” (på engelska). International Ice Hockey Federation. https://www.iihf.com/en/associations/337/czech-republic. Läst 5 september 2022.
2. ↑  ”Czechia Women: Official Results” (på franska). Hockey Archives. https://nationalteamsoficehockey.com/wp-content/uploads/2022/02/Czechia-Women-Official-Results-1.pdf. Läst 28 augusti 2011.
3. ↑  ”Matches internationaux féminins 1992/93” (på franska). Hockey Archives. https://www.hockeyarchives.info/intfem1993.htm. Läst 5 september 2022.
4. ↑  Gustav Tägtström (4 september 2022). ”Finländsk chockförlust” (på svenska). SVT Sport. https://www.svt.se/sport/ishockey/finlandsk-chockforlust-masuhara-raddade-61-skott. Läst 5 september 2022.
5. ↑  Gustav Tägtström (16 april 2023). ”Tjeckien höll för favorittrycket” (på svenska). SVT Sport. https://www.svt.se/sport/ishockey/tjeckien-holl-for-favorittrycket-tog-hem-vm-bronset. Läst 18 april 2023.